# Actinosphaerium
Actinosphaerium (česky někdy slunivka) je rod kořenonožců řazený dříve mezi slunivky (Heliozoa), dnes někam do heterokontních prvoků. Typovým a zřejmě nejznámějším druhem je slunivka obecná (Actinosphaerium eichhornii). Buňky slunivek tohoto rodu jsou kulovité s řadou tenkých výběžků (axopodií), které začínají na rozhraní ektoplazmy a endoplazmy a vybíhají kolmo ven z buňky. V periferním ektoplazmatickém prostoru jsou často nahromaděny velké vakuoly. Mimo to se v buňce nachází velké množství drobných buněčných jader. Slunivky rodu Actinosphaerium žijí typicky někde mezi rostlinami a v rašelinách.